# Силли Файндт
Силли Файндт урожденная Сесилия Алиса Герд (нем. Cilly Feindt;
8 апреля 1909, Берлин — 21 августа  1999 Лос-Анджелес) — немецкая цирковая артистка, актриса

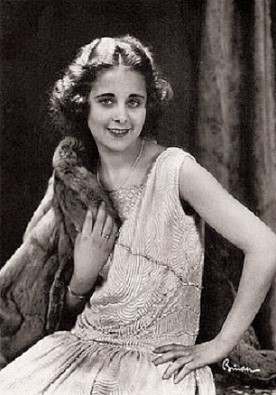

 театра и кино.

## Биография
Дочь берлинского кинопредпринимателя Вильгельма Фрэнда, который руководил своей несовершеннолетней дочерью на ранних этапах ее карьеры, а также сам продюсировал ее первые три фильма. С детства обучалась быть цирковой наездницей и уже в 14 лет выступала в цирке Буша. Исполняла также конные номера в театре Скала в Берлине и в Варьете Винтергартен.
Снималась в кино. В своем успешном кинодебюте «Принцесса цирка» по оперетте Кальмана смогла блеснуть своими навыками верховой езды. После этого она часто играла роли всадниц на экране.
В последующие годы она чередовала карьеру киноактрисы и художницы, гастролировала по Европе, Северной и Южной Америке. Вторая мировая война поначалу остановила её артистическую карьеру. После окончания войны последовали выступления в цирках Америки. После этого Силл обосновалась в Калифорнии и лишь эпизодически появлялась в кино.

## Избранная фильмография

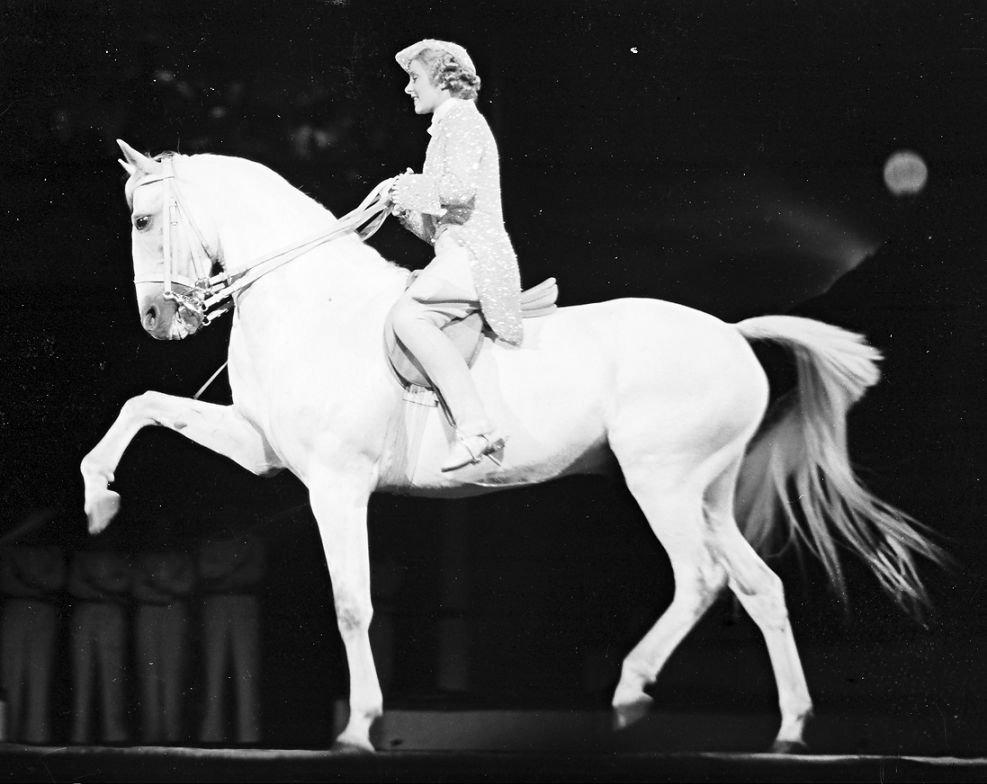

- Принцесса цирка (1925)
- Фельдмаршал (1927)
- Девушка-убийца (1927)
- Девочки в опасности (1928)
- Принцесса цирка (1929)
- Прыжок в пустоту (1932)
- Отпуск от меня (1934)
- Легкая кавалерия (1935)
- Жижи (1958)
- Две недели в другом городе (1962)